# Jorge da Silva Horta
Jorge Augusto da Silva Horta GOIP (Lisboa, Santa Engrácia, 23 de Dezembro de 1907 — Lisboa, 1 de janeiro de 1989) foi um médico e político português.

## Biografia
Fez os seus estudos secundários no Colégio Militar e concluiu a Licenciatura em Medicina pela Faculdade de Medicina da Universidade de Lisboa, em 1932, com altas classificações. Em 1933, terminou os cursos de Medicina Tropical e Medicina Sanitária, em que era Especialista.
Em 1934, fez concurso de provas públicas para o lugar de Chefe de Laboratório da 2.ª ou da 4.ª Clínica Cirúrgica do Hospital Escolar, sendo aprovado por unanimidade.
De Outubro de 1936 a Setembro de 1946, trabalhou sob a Direcção do Prof. Fr. Wohlwill.
Esteve na origem da organização dos primeiros grupos de dadores de sangue em Portugal. Em 1939, organizou, com Mendes Ferreira, um grupo de dadores de sangue privativo da 2.ª Clínica Cirúrgica do Hospital Escolar.
Em Julho de 1940, fez acto de Doutoramento em Medicina, apresentando a Tese Hiperparatiroidismo Experimental, sendo aprovado por unanimidade.
Em Novembro de 1941, foi mobilizado para os Açores, sendo colocado no Comando Militar do Faial, como Chefe do Laboratório do Hospital Militar. Na Ilha do Faial, organizou um extenso grupo de dadores de sangue.
Regressado a Lisboa, em Dezembro de 1942, concorreu ao lugar de Professor Agregado de Patologia Geral e Anatomia Patológica, no Hospital de Santa Maria.
Voltou aos Açores, donde regressou depois de desmobilizado, tendo reocupado as duas funções no Hospital Escolar. Interessou-se pelo índice racial (Hirzfeld) entre Portugueses continentais e açorianos, tendo publicado na Lisboa Médica, com Fernando Conceição Correia, os resultados desse estudo. Escreveu, também, um relatório sobre O Problema da peste na Ilha do Faial.
Em Julho de 1944, foi encarregado de reger a cadeira de Anatomia Patológica Especial e, no fim deste mesmo ano, concorreu a Professor Extraordinário de Patologia Geral e Anatomia Patológica, e, por ser o único concorrente, foi nomeado sem prestar provas.
Com a saída para os Estados Unidos da América do Prof. Doutor Fr. Wohlwill, passou a dirigir o Prossectorado do Hospital de Santa Marta a partir de Setembro de 1946.
Durante a primeira metade dos anos de 1950, seria Director Interino do Instituto de Medicina Legal, passando, em 1956, a Director.
Médico eminente, foi Professor Catedrático e, mais tarde, em 1955, Director da Faculdade e Medicina da Universidade de Lisboa.
Trabalhou, ainda, no Hospital do Ultramar, em Lisboa.
Apresentou trabalhos em várias reuniões, como as da Sociedade Anatómica Portuguesa, a XXVIII Reunião da Association des Anatomistes Congresso de Lisboa, em 1933, o Congresso de Urologia em Lisboa, 1945, o Congresso Luso-Espanhol de Urologia em Madrid, 1946, e o V Congresso da Sociedade Luso-Hispano-Americana de Anatomia em Granada, 1947, além de reuniões da Sociedade de Ciências Médicas de Lisboa, da Sociedade de Radiologia, da Maternidade Alfredo da Costa, etc.
Foi Redactor dos jornais "Imprensa Médica" e "Amatus Lusitanus". Fez parte do Conselho Científico da "Gazeta Médica Portuguesa" e da "Revista Luso-Espanhola de Endocrinologia e Nutrição".
Entre 1956 e 1961/2, foi o 5.° Bastonário da Ordem dos Médicos.
A sua relevância profissional iniciá-lo-ia na Câmara Corporativa, na última Sessão da VI Legislatura, de 1956-1957, logo após a eleição para o cargo máximo da sua classe. Aí integraria, por essa Sessão e por toda a VII Legislatura, a I Secção - Interesses de Ordem Espiritual e Moral, precisamente na qualidade de Bastonário da Ordem dos Médicos. A sua actividade assumiu uma certa relevância, subscrevendo logo dois Pareceres na 1.ª Sessão em que participou. O primeiro, foi o N.° 48/VI, acerca do Projecto de Proposta de Lei sobre o Instituto Nacional do Sangue, que, por ser assunto que tão bem conhecia, relatou, e o segundo, foi o N.° 53/VI, acerca da Proposta de Lei sobre a organização da Defesa Civil. Na VII Legislatura, assinou mais alguns Pareceres. O N.° 25/VII, acerca da Proposta de Lei de alterações ao Código Administrativo de 1940, sobre o período dos mandatos dos Presidentes e Vice-Presidentes das Câmaras Municipais e outras disposições, na 3.ª Sessão, de 1959-1960, e o N.° 39/VII, acerca do Projecto de Proposta de Lei sobre o problema da reforma da Previdência Social, na 4.ª Sessão, de 1960-1961, não lhe mereceram comentários. O mesmo não aconteceu com o Parecer N.° 42/VII, acerca do Projecto de Proposta de Lei sobre o Estatuto da Saúde e Assistência, relativamente ao qual teceu algumas considerações. Criticava, em particular, o Instituto Português de Oncologia, por duas razões: não tinha logrado, ainda, abrir Centros Regionais, e não conseguira lançar-se no diagnóstico precoce. E dizia não concordar com a passagem do referido Instituto da alçada do Ministério da Educação Nacional para a do Ministério da Saúde, pois a questão da formação de especialistas e a coordenação com as restantes Faculdades e Centros de Investigação de Medicina ficava, assim, posta em causa. Na VIII Legislatura, acumulou a pertença à I Secção com a da II Secção - Interesses de Ordem Cultural e a sua 4.ª Subsecção - Educação Física e Desportos, sempre como Bastonário da Ordem dos Médicos. Mas, como logo no inicio da 2.ª Sessão, de 1962-1963, deixaria este último cargo, perdeu o mandato na Câmara Corporativa, e só teve tempo de ser Relator e Subscritor de um único Parecer, o N.° 5/VIII, acerca do Projecto de Proposta de Lei sobre a Escola Nacional de Saúde Pública.
Doutor Honoris Causa na Universidade Federal da Bahia, jubilou-se em 1977.
A 3 de Setembro de 1979 foi feito Grande-Oficial da Ordem da Instrução Pública.

## Dados genealógicos
Nasceu a 23 de dezembro de 1907 na freguesia de Santa Engrácia, em Lisboa, filho de Augusto Maria Tavares Horta, tenente do Corpo de Oficiais da Administração Militar e natural da freguesia da Sé, concelho de Faro, e de Camila Cândida da Silva Horta, natural da freguesia de São Lourenço, concelho de Portalegre.
Casou primeira vez em Lisboa, na 3.ª Conservatória do Registo Civil, a 25 de julho de 1936, com D. Carlota Maria de Mascarenhas, filha de Carlos Maria de Mascarenhas, natural da freguesia de Benfica, concelho de Lisboa, e de Palmira Ilda Pinto, natural da freguesia de Carnide, concelho de Lisboa. Era neta paterna, por bastardia, do 9.º Marquês de Fronteira, 10.º Conde da Torre de juro e herdade, Representante do Título de Conde de Coculim, 7.º Marquês de Alorna de juro e herdade e 11.º Conde de Assumar de juro e herdade, ele próprio também filho natural - oriunda duma família da alta aristocracia portuguesa, contando entre os seus antepassados a célebre poetisa Marquesa de Alorna. Foram pais de Maria Teresa Horta. Divorciaram-se por sentença judicial de 14 de outubro de 1949, com fundamento em "abandono completo do domicílio conjugal por tempo não inferior a três anos" (cf. n.º 5.º do artigo 4.º da Lei do Divórcio, aprovada por decreto de 3 de novembro de 1910).
Casou segunda vez em Lisboa, na 8.ª Conservatória do Registo Civil, a 31 de dezembro de 1949, com Maria Eugénia Lopes do Rosário Nunes - conhecida por Maria Eugénia Silva Horta - médica anatomista, nascida em Portimão a 30 de abril de 1923, filha de José Gonçalves Nunes, natural da Mexilhoeira Grande, concelho de Portimão, e de Felisbela Augusta Lopes do Rosário Nunes, natural de Portimão. Maria Eugénia Silva Horta morreu em Lisboa a 16 de julho de 1978. Foram pais do historiador José da Silva Horta.
Morreu a 1 de janeiro de 1989, em Lisboa.

## Obras
Publicou, entre outros trabalhos, os seguintes:
- Sobre a aplicação do método de Mallory à coloração do tecido ósseo, de colaboração com o Prof. H. Parreira, in. "Med. Cont.", 1933[5]
- Relações entre o sistema ósseo e o seu sistema retículo-histiocitário no hiperparatiroidismo experimental, in. "Med. Cont.", 1934[5]
- Um caso raro de monstruosidade fetal, in. "Arquivo de Obstetrícia e Ginecologia", 1934[5]
- Sobre o dimorfismo dos tumores epiteliais do colo do útero, in. "Arquivo de Obstetrícia e Ginecologia", 1934[5]
- Um caso de hemangioma da mama, de colaboração com Daniel Monteiro, in "Arquivo de Obstetrícia e Ginecologia", 1934[5]
- Um tumor caranóide do apêndice, in. "Imp. Médica", 1935[5]
- Um caso de esplenomegalia aspergial primitiva, in. "Imp. Médica", 1935[5]
- Osteodistrofia fibrosa experimental no ratinho por injecções de extractos paratiroídeos, in. "Imp. Médica", 1936[5]
- Acerca do diagnóstico precoce do cancro do colo uterino, de colaboração com Mário Cardoso, in. "Imp. Médica", 1936[5]
- Sobre esclerodermia experimental - Alterações cutâneas no ratinho produzidas por injecções de extractos paratiroídeos, in. "Imp. Médica", 1936[5]
- Sur la signification des nodules de Gamna dans la rate et autres organes, leur relation avec les nommés «mycoses spléniques», Coimbra, 1937[5]
- Tuberculose et Progesterone, de colaboração com Mário Cardoso e Moniz Pereira, in. "Imp. Médica", 1938[5]
- Um caso de osteodistrofia fibrosa de Recklinghausen, de colaboração com Oliveira Machado, in "Lisboa Médica", 1938[5]
- Teratoma da região sacrococcígea com funções ósseas articuladas, in "Lisboa Médica", 1938[5]
- Um caso de traqueo-broncopatia condro-oesteoblástica com estenose do brônquio principal direito e extensas bronquiectasias, in "Clínica, Higiene e Hidrologia", 1938[5]
- As hormonas gonadotrópicas no diagnóstico da gravidez, da mola hidatiforme e do corionepitelioma, in. "Imp. Médica", 1939[5]
- Endometriose, de colaboração com Fernando de Almeida, in "Lisboa Médica", 1939[5]
- Trois cas d'association d'endometriose et tuberculose, de colaboração com Fernando de Almeida, in "Rev. Française de Gynecologie et d'obstétrique", 1940[5]
- Teratoma do testículo com importante componente corionepiteliomatosa, «test de Friedman» positivo, Ginecomastia, em colaboração com H. Adder, in "Lisboa Médica", 1941[5]
- Ausência bilateral e simétrica da porção média de ambas as trompas, de colaboração com Fernando de Almeida, in "Lisboa Médica", 1941[5]
- Transfusão Sanguínea, in. "Imp. Médica", 1941[5]
- Hormonas gonadotrópicas, in. "Imp. Médica", 1941[5]
- Adenomiome de l'uterus, transformation maligne de la partie epitheliale, in "Lisboa Médica", 1941[5]
- Anomalia do aparelho génito-urinário, persistência de cloaca, in "Clínica, Higiene e Hidrologia", 1941[5]
- Osteose paratiroídia experimental, in "Boletim da Sociedade de Radiologia Médica", 1942[5]
- Modificações do tecido ósseo relacionadas com a ausência da função e com a hipoactividade, in "Amatus Lusitanus", 1942[5]
- Contribuição para o conhecimento dos processos de distinção óssea através dos quadros histológicos observados na osteodistrofia fibrosa dos equídeos, in "Amatus Lusitanus", 1943[5]
- A epididimectomia na tuberculose genital, estudo histológico de 4 casos operados nos Açores, de colaboração com Carneiro de Moura, in "Amatus Lusitanus", 1943[5]
- Algumas particularidades da morfologia dos miomas do útero, in "Amatus Lusitanus", 1943[5]
- O 1.° caso de espiroquetose íctero-hemorrágica, de colaboração com José Cutileiro, in "Amatus Lusitanus", 1943[5]
- Metástases cancerosas, 1943[5]

etc